# Auditorio Hermanos Carreón
El Auditorio Hermanos Carreón es la sede del equipo de baloncesto Panteras de Aguascalientes en su rama varonil y femenil que participan en la Liga Nacional de Baloncesto Profesional y en la Liga Nacional de Baloncesto Profesional Femenil respectivamente, dicho inmueble está dentro del complejo deportivo antes llamado Unidad Deportiva IV Centenario y a partir de 2021 cambió su nombre a Unidad Deportiva Profr. Rodolfo Reyna Soto.

## Historia
El nombre del Auditorio se debe a los hermanos basquetbolistas de talla internacional, el famoso "Flaco" Eugenio Carreón Díaz y Rodolfo Carreón Díaz “Roca”.